# Phytomyza ranunculicola
Phytomyza ranunculicola este o specie de muște din genul Phytomyza, familia Agromyzidae, descrisă de Erich Martin Hering în anul 1949.
Este endemică în Franța. Conform Catalogue of Life specia Phytomyza ranunculicola nu are subspecii cunoscute.